# Granhults kyrka

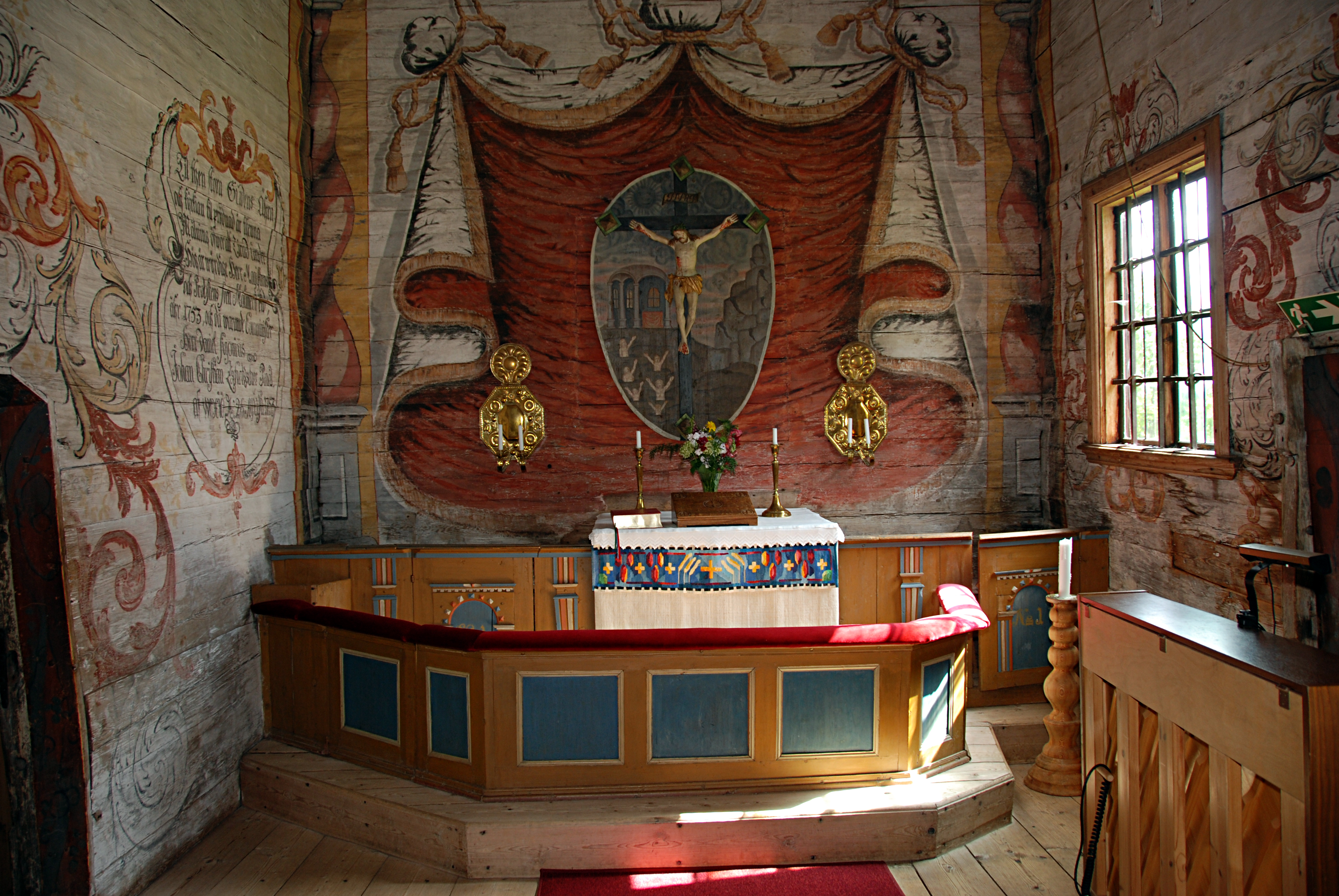
Koret med altartavla från 1699.

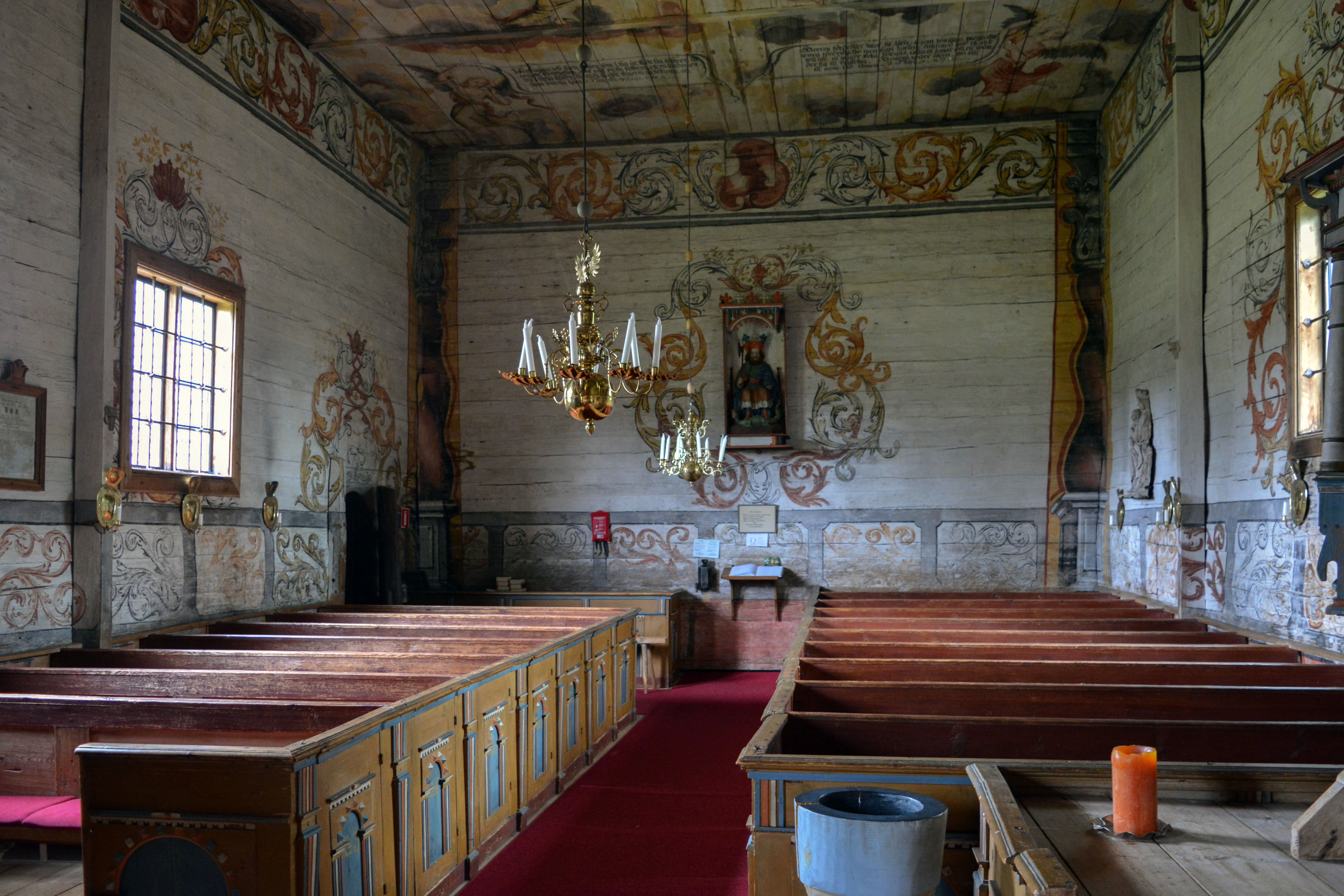
Interiör mot väster.

Granhults kyrka är en kyrkobyggnad i Nottebäcks församling i Växjö stift. Den var Granhults församlings kyrka tills Granhults församling uppgick i Nottebäcks församling. Kyrkan är Sveriges äldsta bevarade timmerbyggnad.

## Historik
Genom dendrokronologisk analys har timret i kyrkan daterats till åren efter 1217; kyrkan är sannolikt byggd på 1220-talet. Anledningen till att Granhults kyrka finns kvar är att församlingsborna vägrade att riva kyrkan när den formellt togs ur bruk 1837, då man anslöts till grannförsamlingen och bildade Nottebäck med Granhults församling med den nyuppförda Nottebäcks kyrka i Nottebäck.
Under 1800-talets första decennier, en tid av stark befolkningsökning, uppfördes större kyrkor i många församlingar i landet (i Växjö stift kallades de Tegnérlador). Därvid kom många små medeltidskyrkor att rivas. Nära Granhult räddades dock Dädesjö gamla kyrka genom att komma i bruk som spannmålsmagasin. Även Jäts gamla kyrka och Hemmesjö gamla kyrka tillhör de byggnader som räddades trots att nya större kyrkor uppfördes, ibland alldeles intill den gamla byggnaden.
År 1879 fick Granhults kyrka åter rätt att fungera som gudstjänstlokal.
I slutet av 1800-talet visade Kulturen intresse för att köpa kyrkan och flytta den till sitt friluftsmuseum i Lund. Planerna lades ned och Bosebo kyrka köptes och flyttades till friluftsmuseet i stället.

## Kyrkobyggnaden
Kyrkan är utvändigt helt spånklädd både på väggar och tak. Kyrkans planform består av ett kort och brett långhus, ett smalare och lägre rakslutet kor i öst samt en sakristia i norr uppförd under 1600-talet. Den södra ingången utgörs av ett vapenhus troligen uppfört under 1700-talet. Långhuset har även haft en ingång i sin norra del, vilken numera är borttagen. 
Kyrkan är byggd i liggtimmer med släta knutar och gavelrösten av liggande panel. Kyrkans fönster är inte ursprungliga utan tillkomna på 1700-talet. Spår efter de ursprungliga fönstren kan ses i fasaden. Dessa var placerade högre upp och mycket mindre än de nuvarande. På korets södra sida finns ett hagioskop, det vill säga en urtagning mellan två stockar med en skjutlucka genom vars öppning människor som av katolska kyrkan utstängts från att ta nattvarden kunde åhöra mässan och förrätta bön med blicken mot altaret. Kyrkogården omgärdas av en bogårdsmur i gråsten. Entrén till kyrkogården består av en stiglucka från 1700-talet. 
Strax intill kyrkan reser sig en öppen klockstapel uppförd under början av 1700-talet. Den är av öppen klockbockstyp. Huven utgörs av två korsade sadeltak med en hög spira krönt av en tupp. På en av bjälkarna i klockvåningen finns inristat "Anno 1703", som kan innebära att stapeln är rest detta år. I stapeln hänger två klockor varav storklockan troligen är gjuten under 1300- eller 1400-talet. Lillklockan är enligt inskrift omgjuten 1818. 

## Interiör
Kyrkans interiör härstammar i huvudsak från 1600- och 1700-talen. Väggarna är dekorerade med målningar från 1753 utförda av Johan Christian Zschotzscher. Under målningarna i kyrkorummet finns rester av en medeltida målningsdekor. Triumfbågen var ursprungligen rundbågig och smalare men vidgades och förändrades 1819. Medeltida målningsfragment kan skönjas på triumfbågens norra och södra del samt på östra korväggen. Annars präglas kyrkorummet av Zschotzschers målningar med motiv ur Uppenbarelsebokens fjärde och femte kapitel. I kortaket framställs tillbedjan av Lammet som bär en korsfana omgiven av en molnkrans med änglahuvuden. Korväggen har försetts med en draperimålning och en bård med akantusdekor. Långhusets tak har som centralmotiv en medaljong med Gud på sin härlighets tron omgiven av evangelistsymboler och Lammet som är berett att ta emot boken med de sju inseglen. Medaljongen omges av en tillbedjande skara hållande skålar med rökelse. I övrigt är kyrkorummets vitmålade väggar dekorerat med akantusrankor. Zschotzscher försåg även vapenhuset med målningar i form av rankor och molnformationer i taket. Sakristians väggar har en mycket rik målningsskrud tillkomna under 1600-talet. Västra väggen har ett motiv hur Gud varnar Adam och Eva för kunskapens träd. Norra väggen skildrar syndafallet och utdrivandet ur paradiset. Östra väggen framställer Abrahams offer. Sakristians tak är dekorerat senare.Det är troligen Hans Sigismund Brachwagen som i början av 1700-talet i en rund medaljong målat Kristus som Salvator Mundi med basunblåsande änglar i de fyra omgivande sidofälten. 
Altartavlan tillsammans med krucifixet är utförda av Torbern Röding 1699. Predikstolen har tillkommit under 1600-talet. En inskrift säger: Denna har Zacharias Scheder pastor i Nottebäck låtit bygga och uppsätta år 1669 av Olof Torsson, snickaren Måns Jonson i Elm. Ljudtaket bär inskriften Anno 1650 och har tydligen tillhört en äldre predikstol. Bänkinredningen är av 1600-talstyp, helt sluten och består av två kvarter samt två bänkar i koret varav en är klockarebänk.Bland de medeltida inventarierna framstår som särskilt iögonfallande en Sankt Olofsbild i ett skåp uppsatt på västra väggen och omramad av akantusrankor.Olofsbilden är daterad till 1400-talet. Vidare pryds kyrkan av en Madonna i skuren ek, ett sengotiskt arbete från omkring 1475. Noteras kan även en senmedeltida primklocka uppsatt på korets sydvägg. Rökelsekaret av brons från 1200-talet förvaras i Smålands Museum. Under senare tid har det tillkommit en dopfunt skuren i trä. 

## Orgel
- Orgeln som ersatte en liten skolorgel eller harmonium 1970 har sin plats i långhusets sydöstra hörn. Orgeln är byggd 1969 av Olof Hammarberg, Göteborg och är en mekanisk orgel.

| Manual         |
| Gedackt 8’     |
| Koppelflöjt 4' |
| Oktava 2’      |
| Spetsflöjt 2’  |
| Mixtur II      |

## Bildgalleri

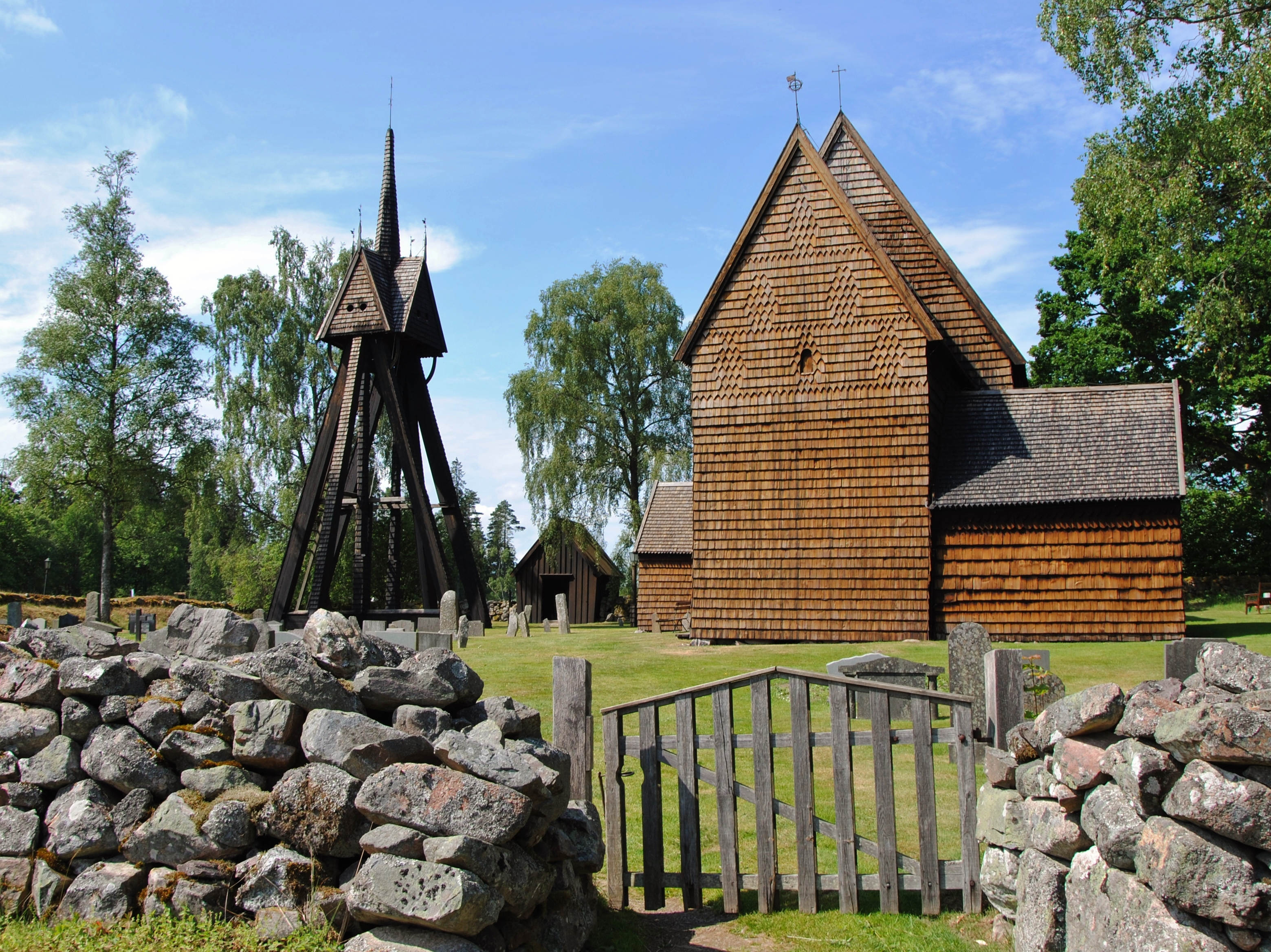
Kyrkan från öster
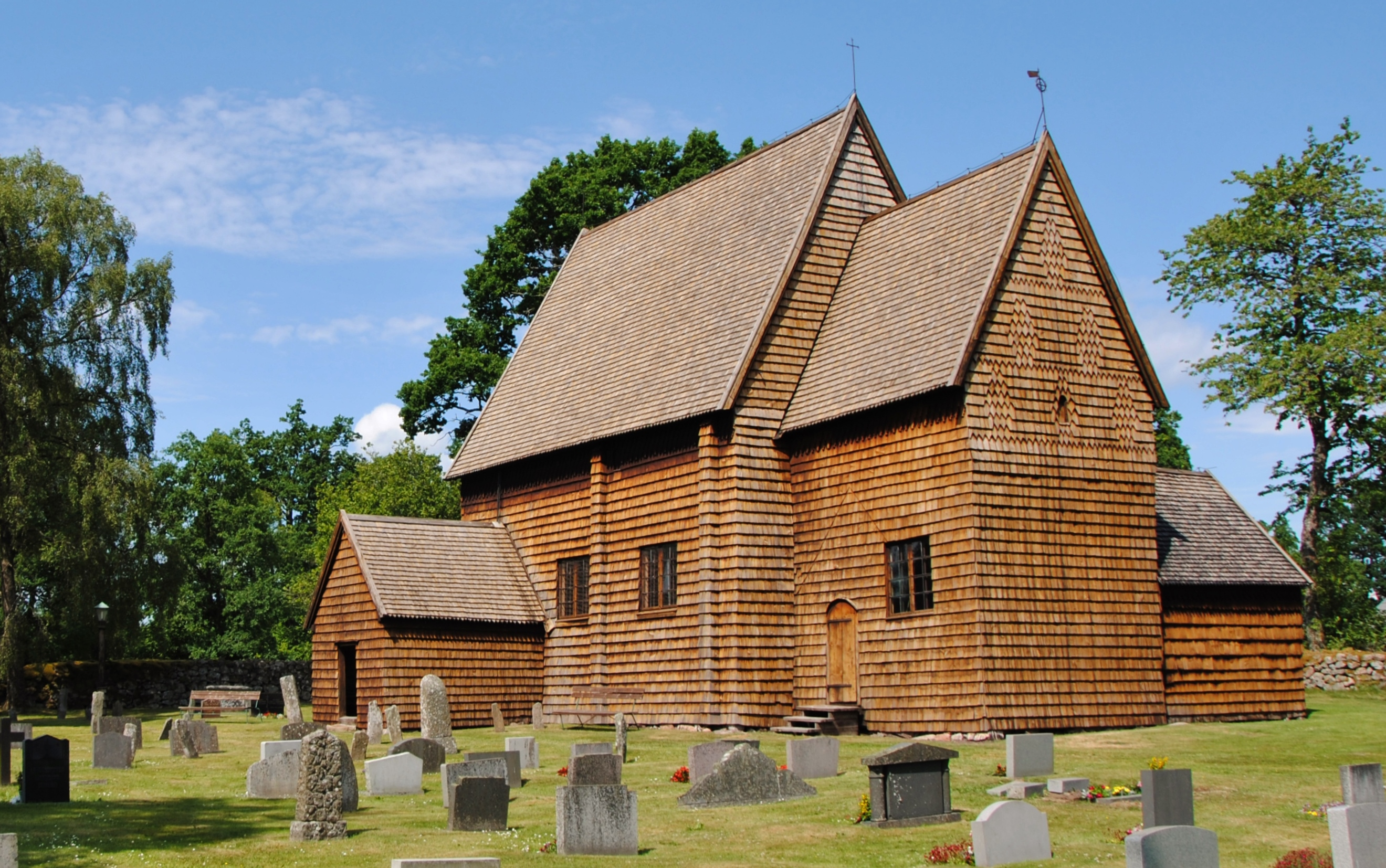
Kyrkan från sydöst
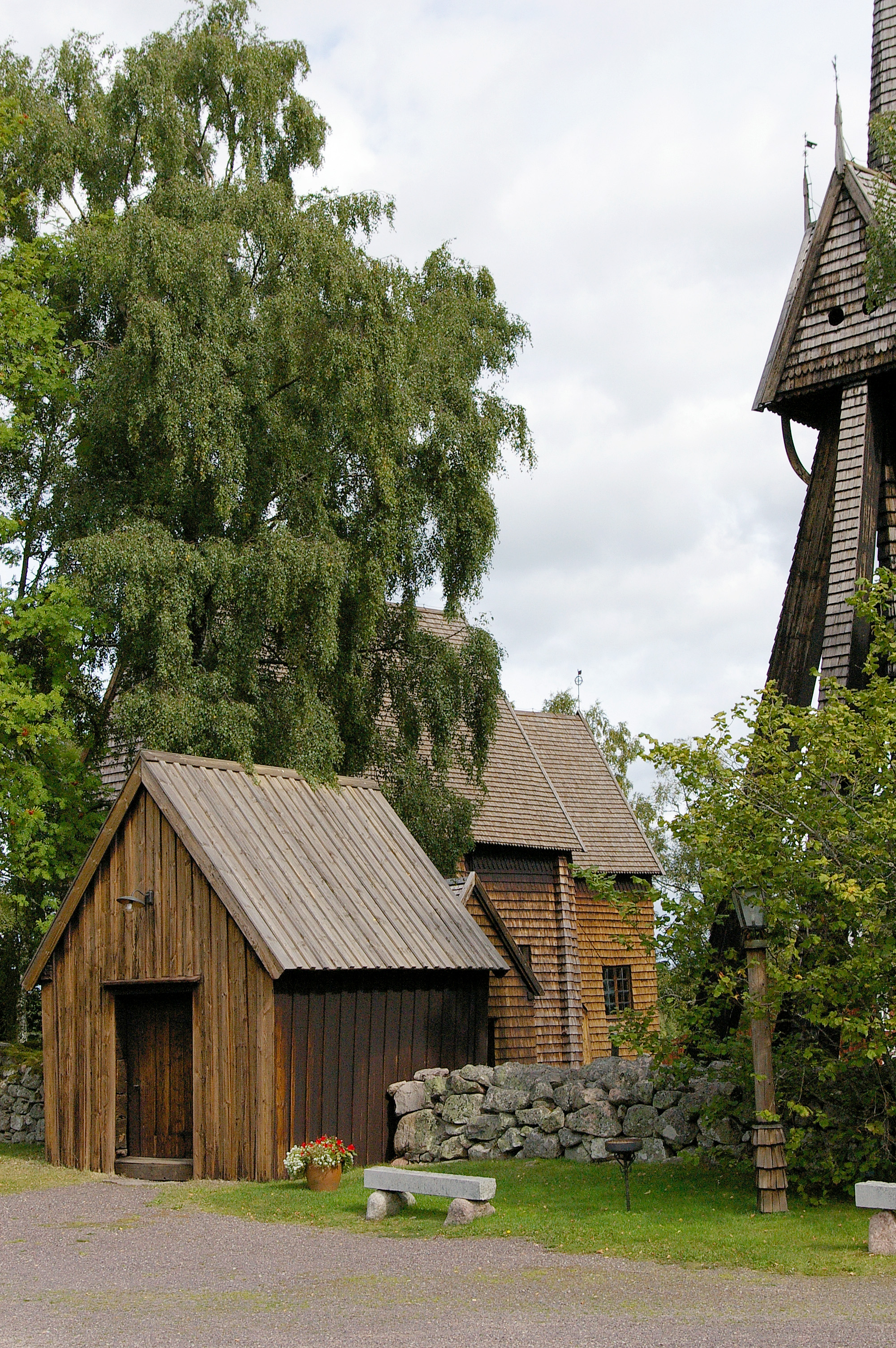
Stigluckan
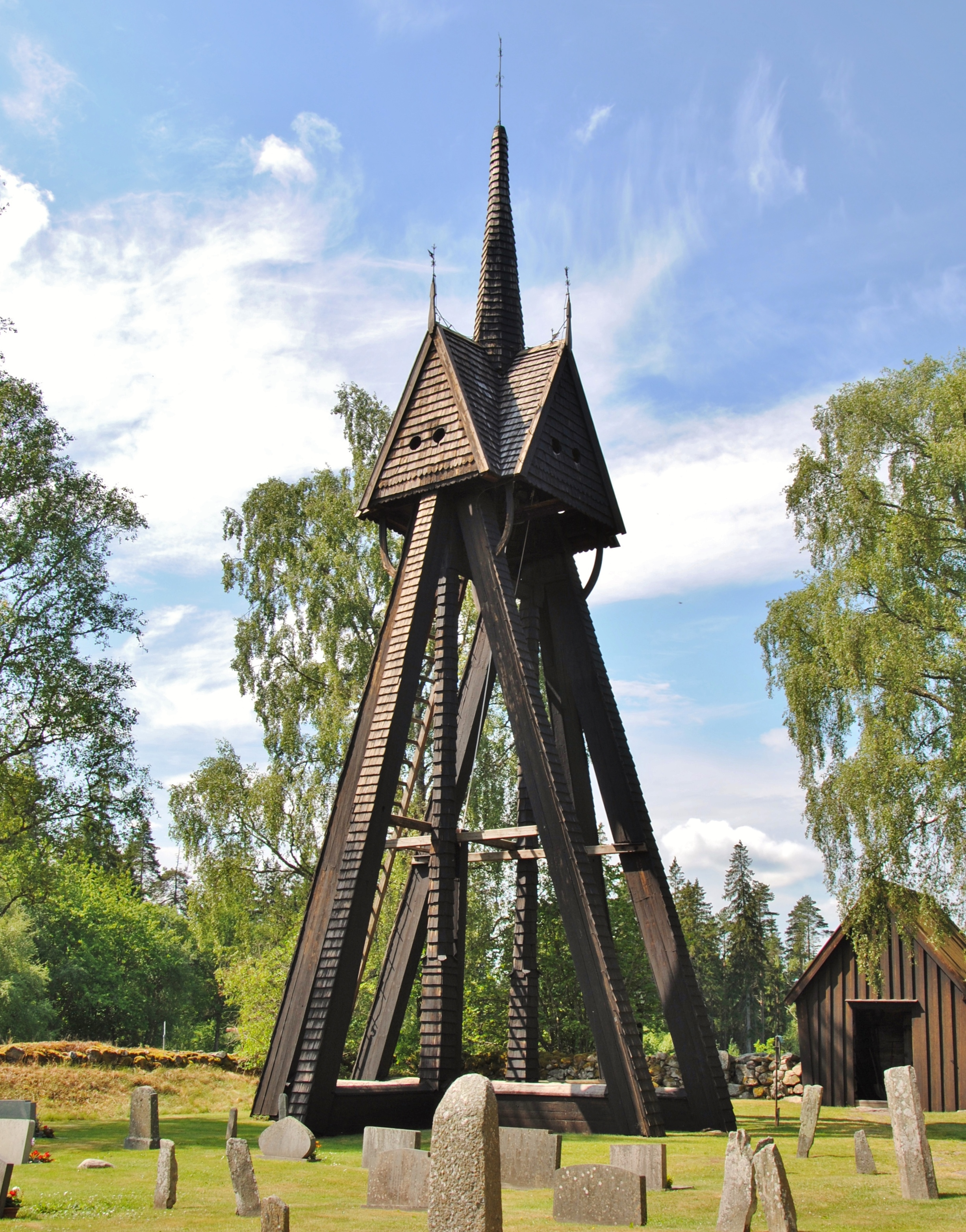
Klockstapeln från början av 1700-talet.
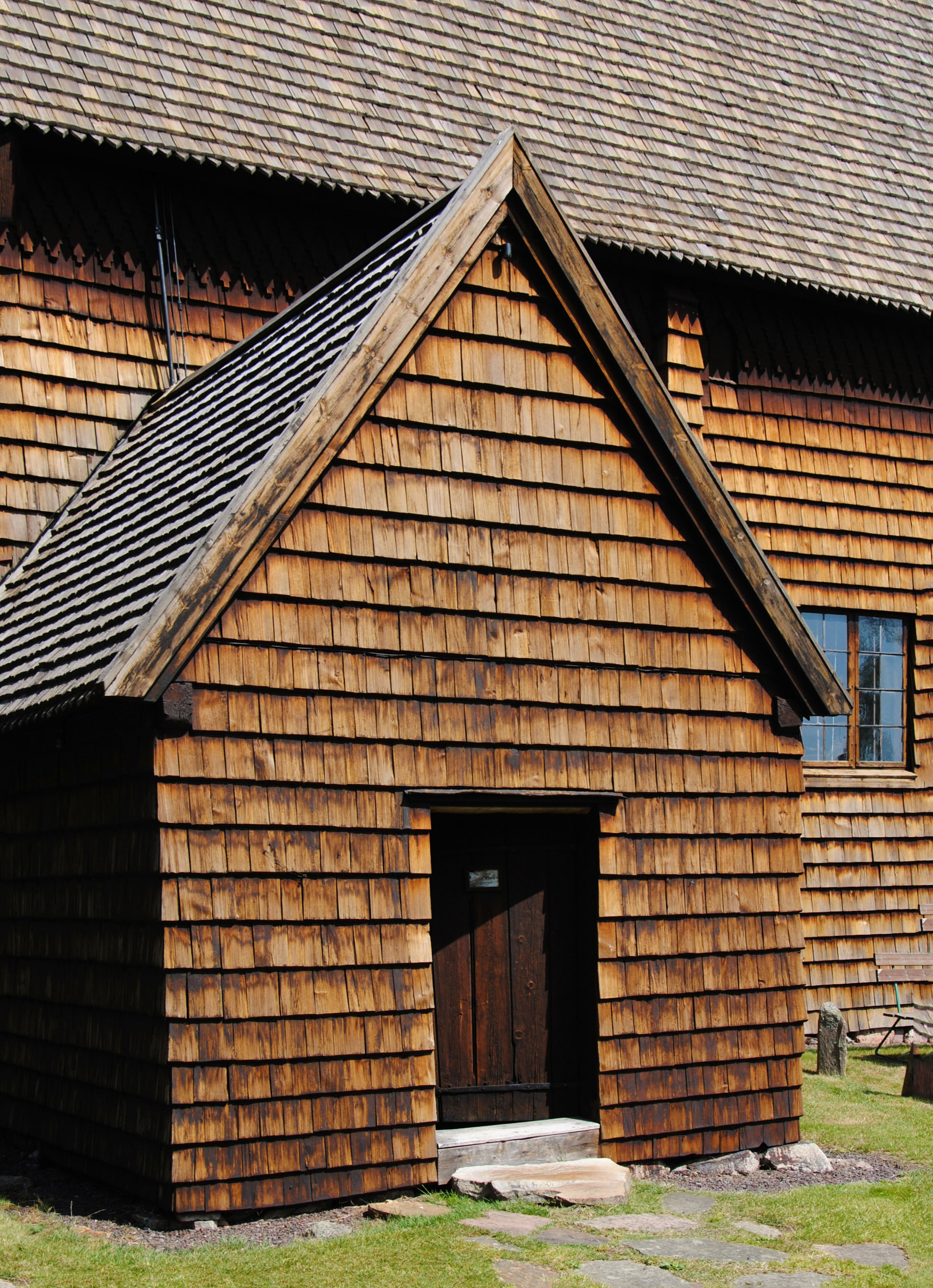
Vapenhuset
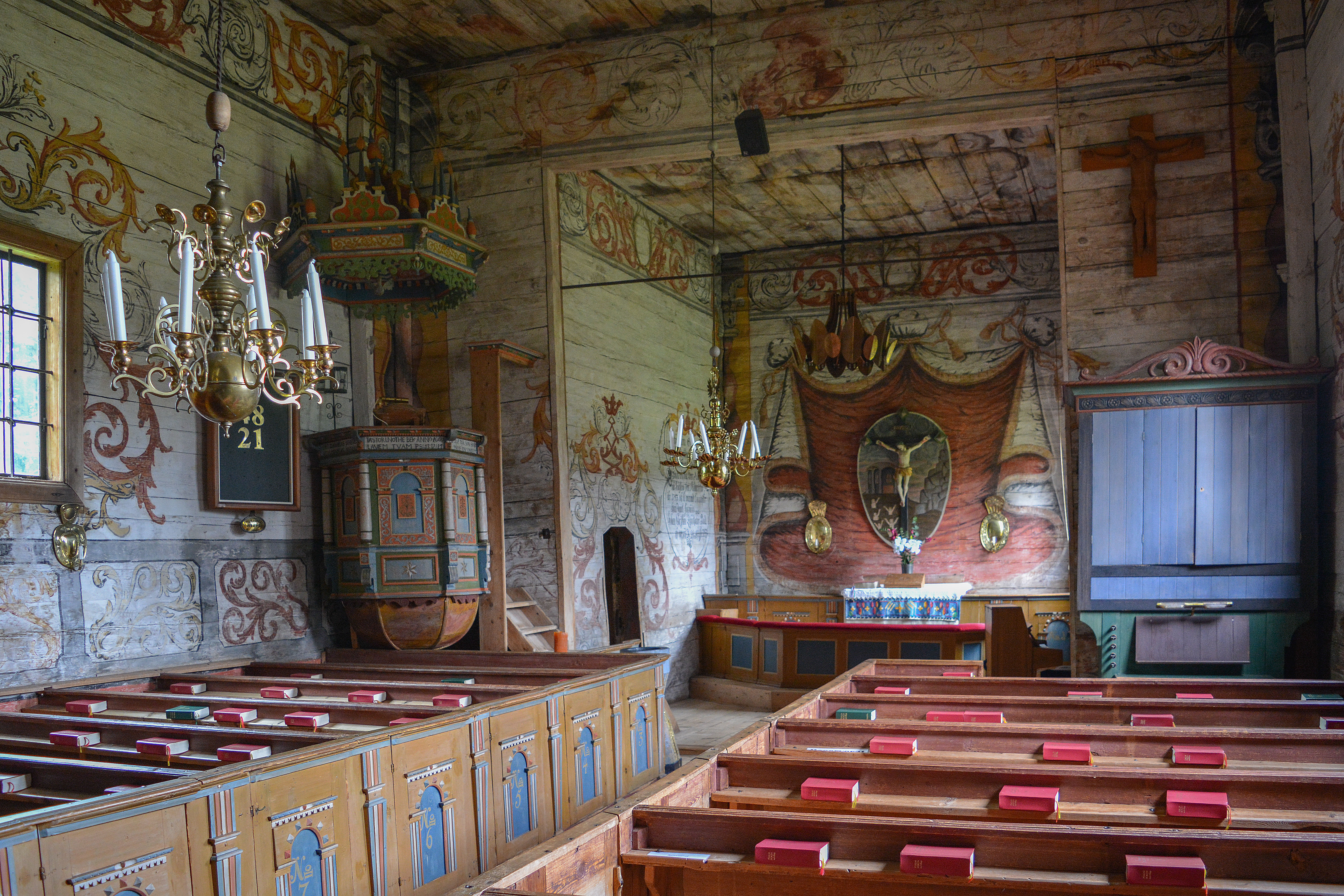
Interiör mot öster
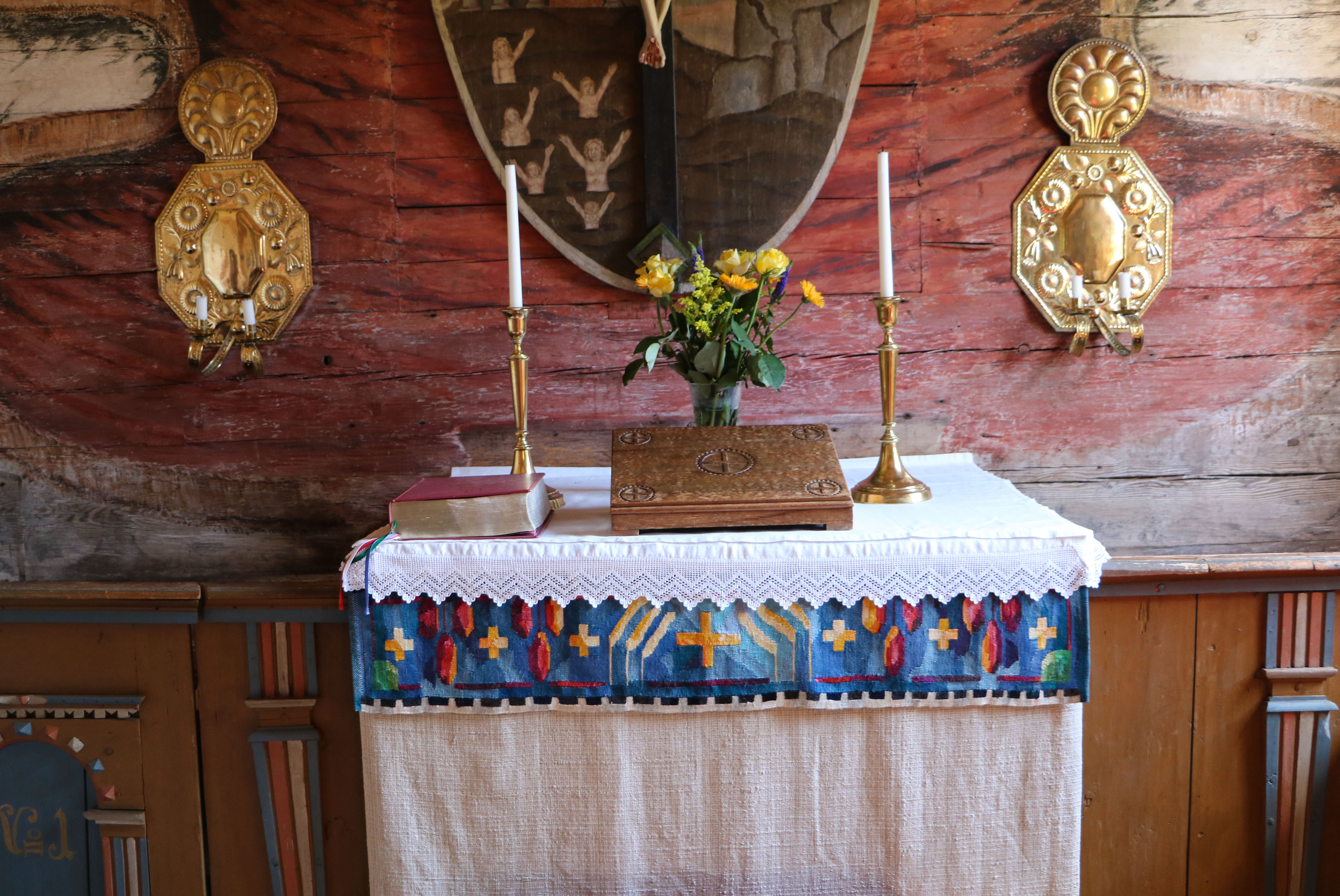
Altaret
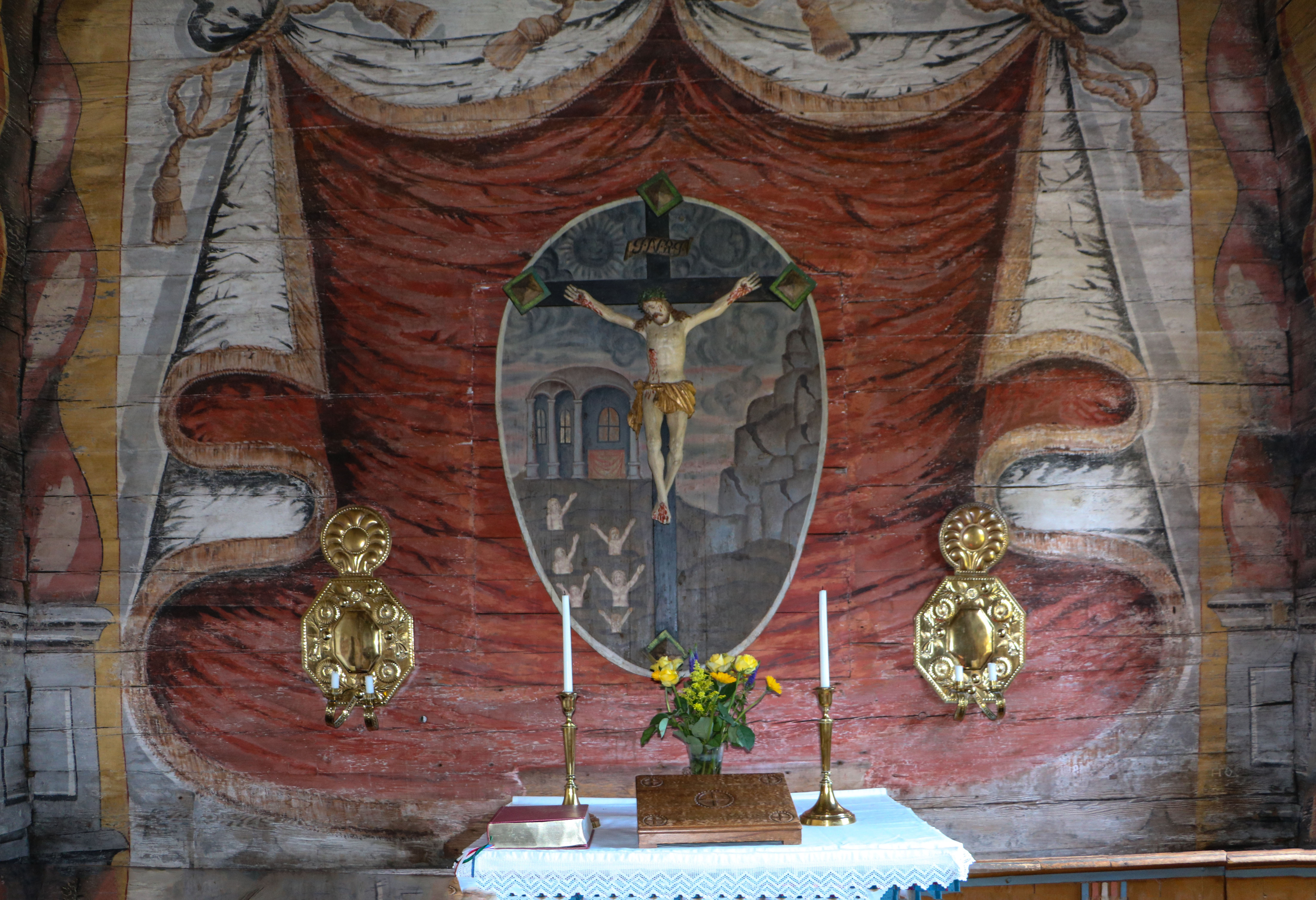
Altartavla och krucifix 1699
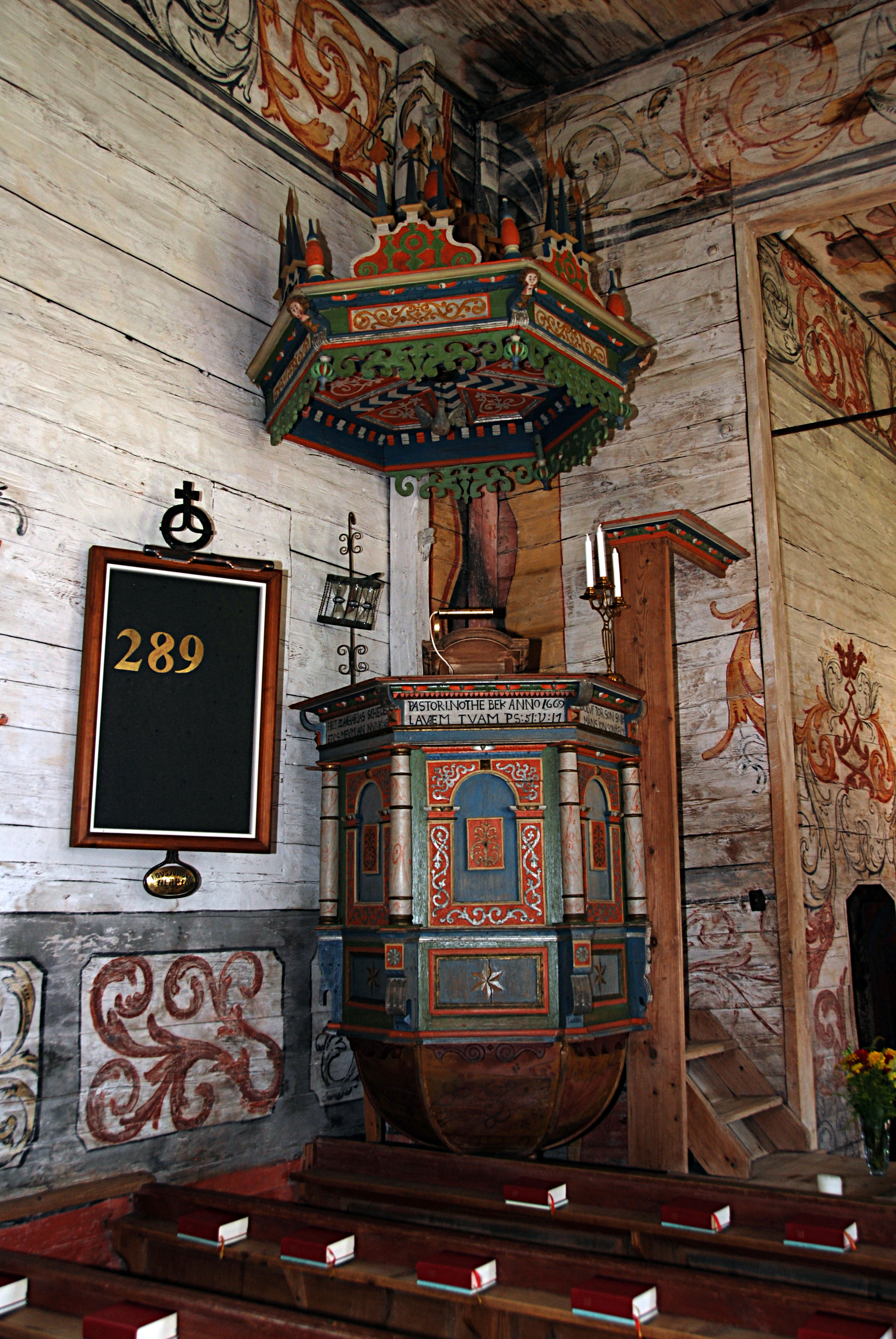
Predikstolen, 1600-talet
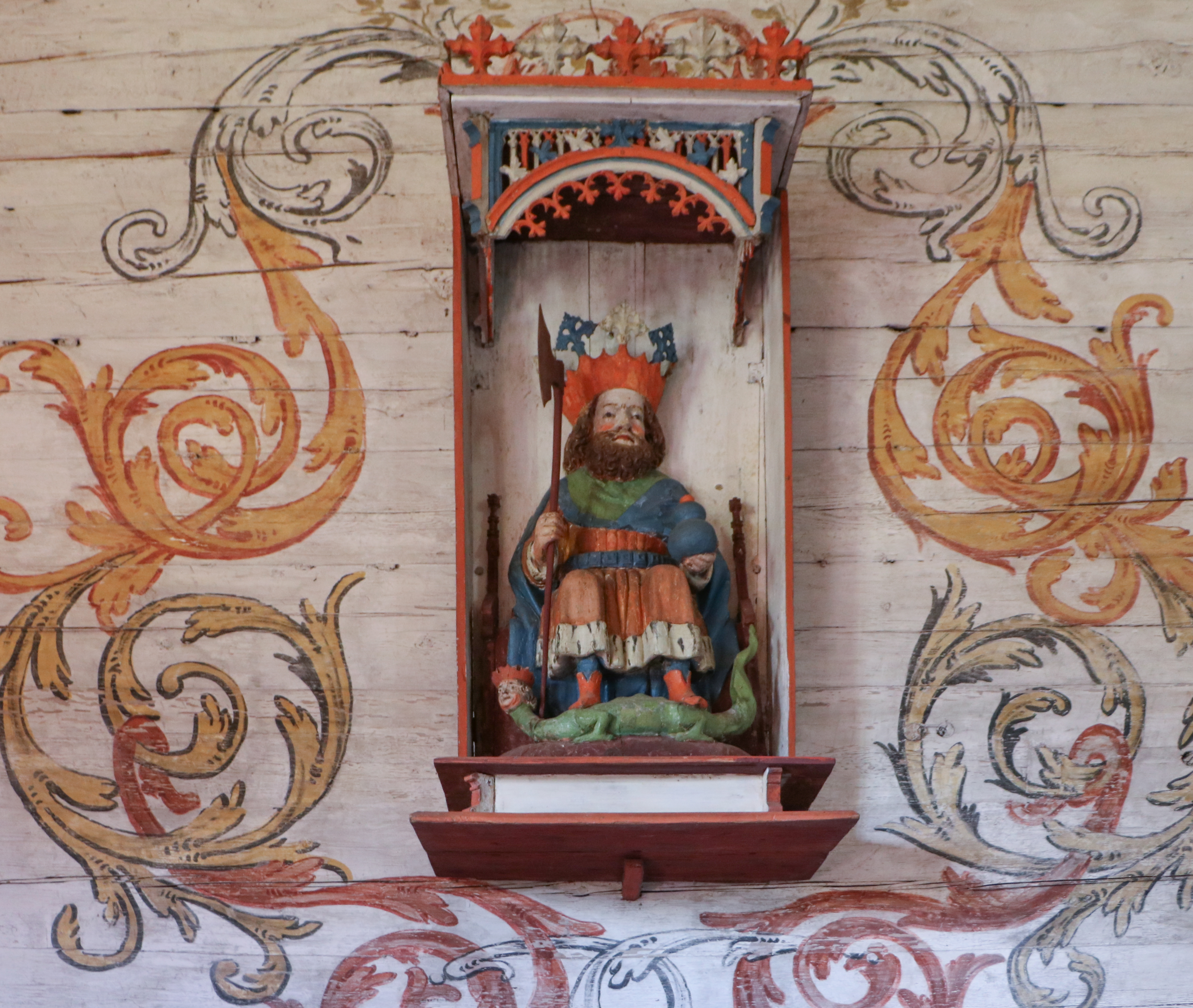
Sankt Olof-skåp daterat till 1400-talet
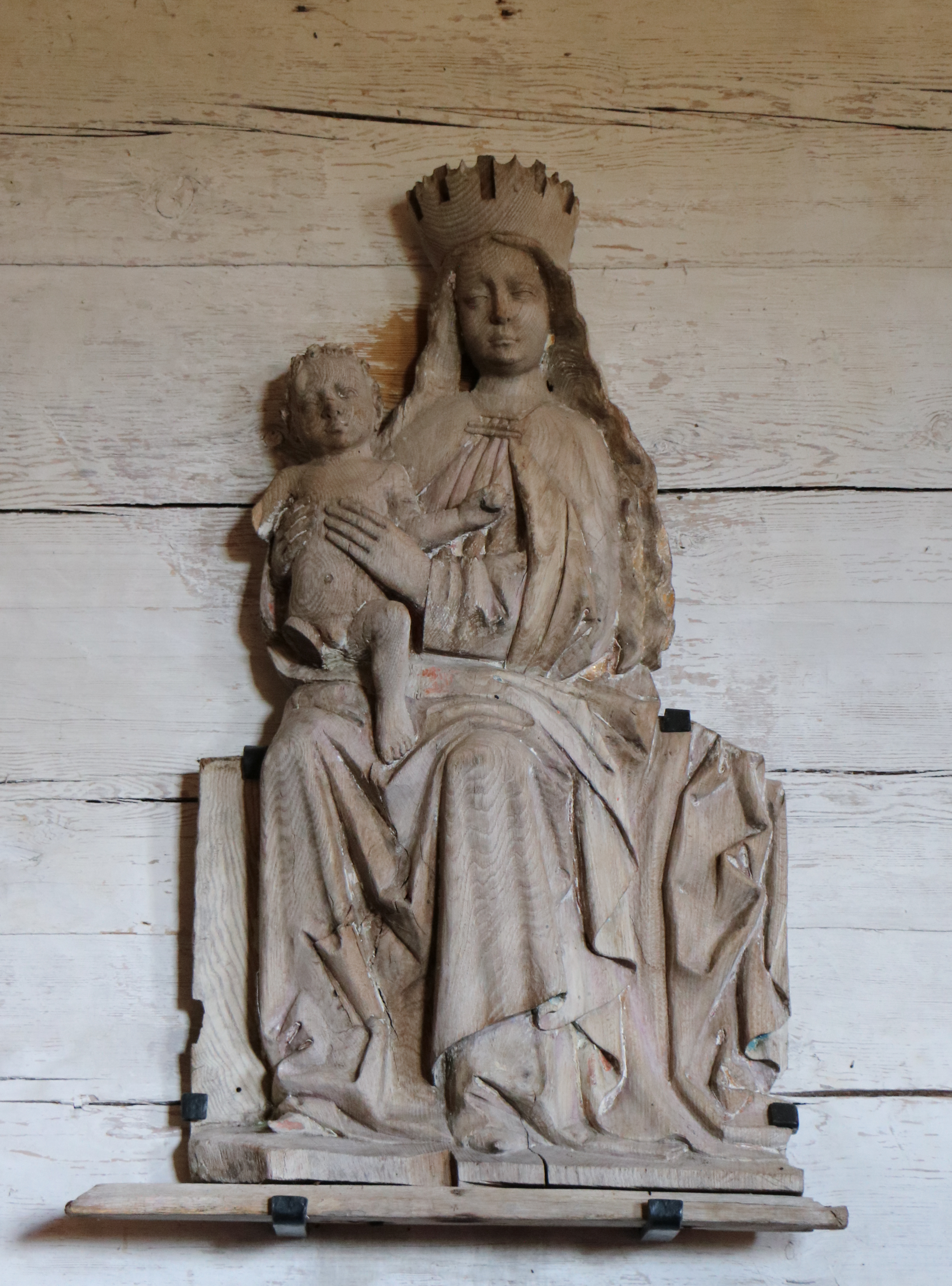
Madonna, sengotiskt arbete från omkring 1475
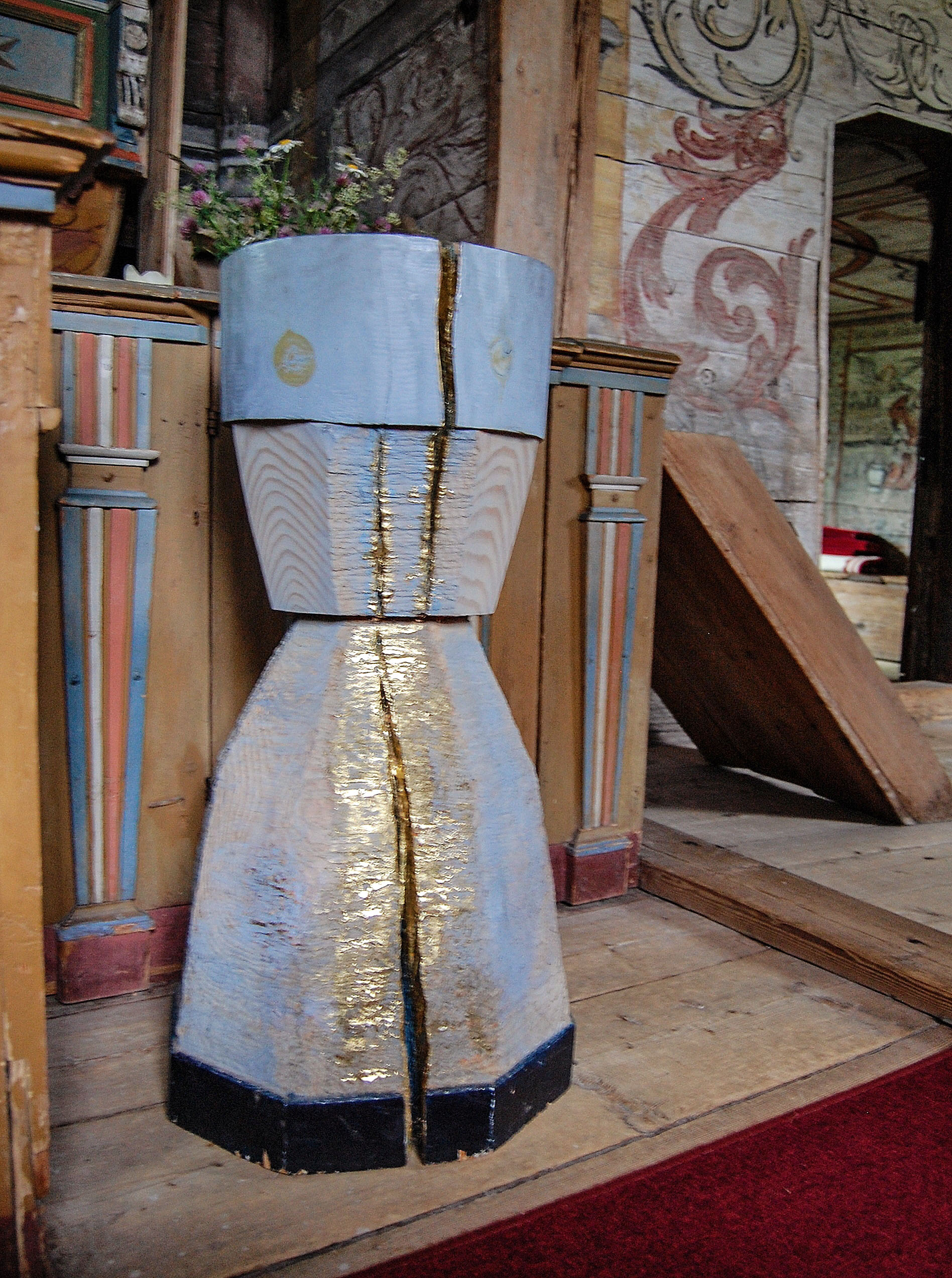
Dopfunten
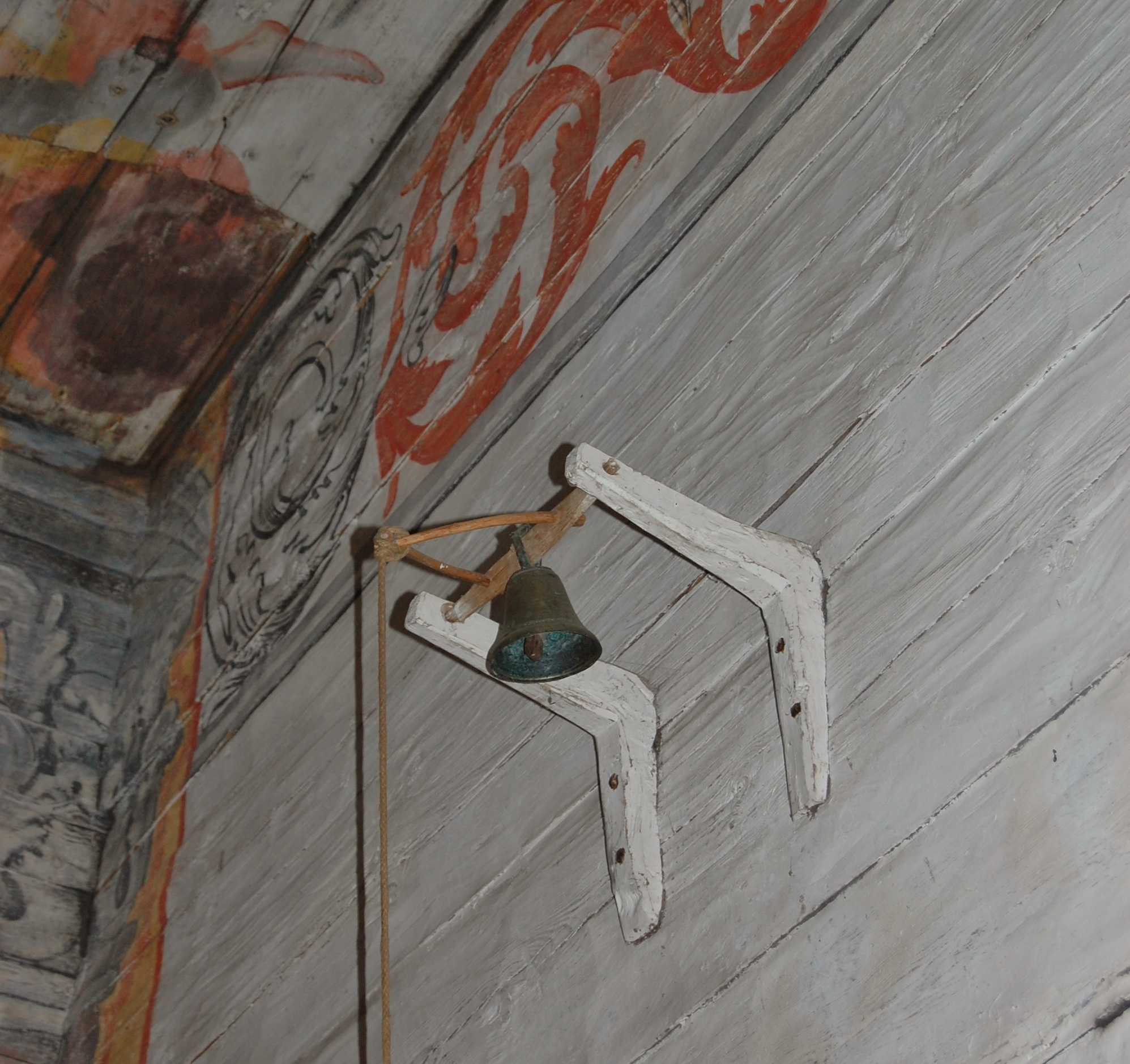
Senmedeltida primklocka
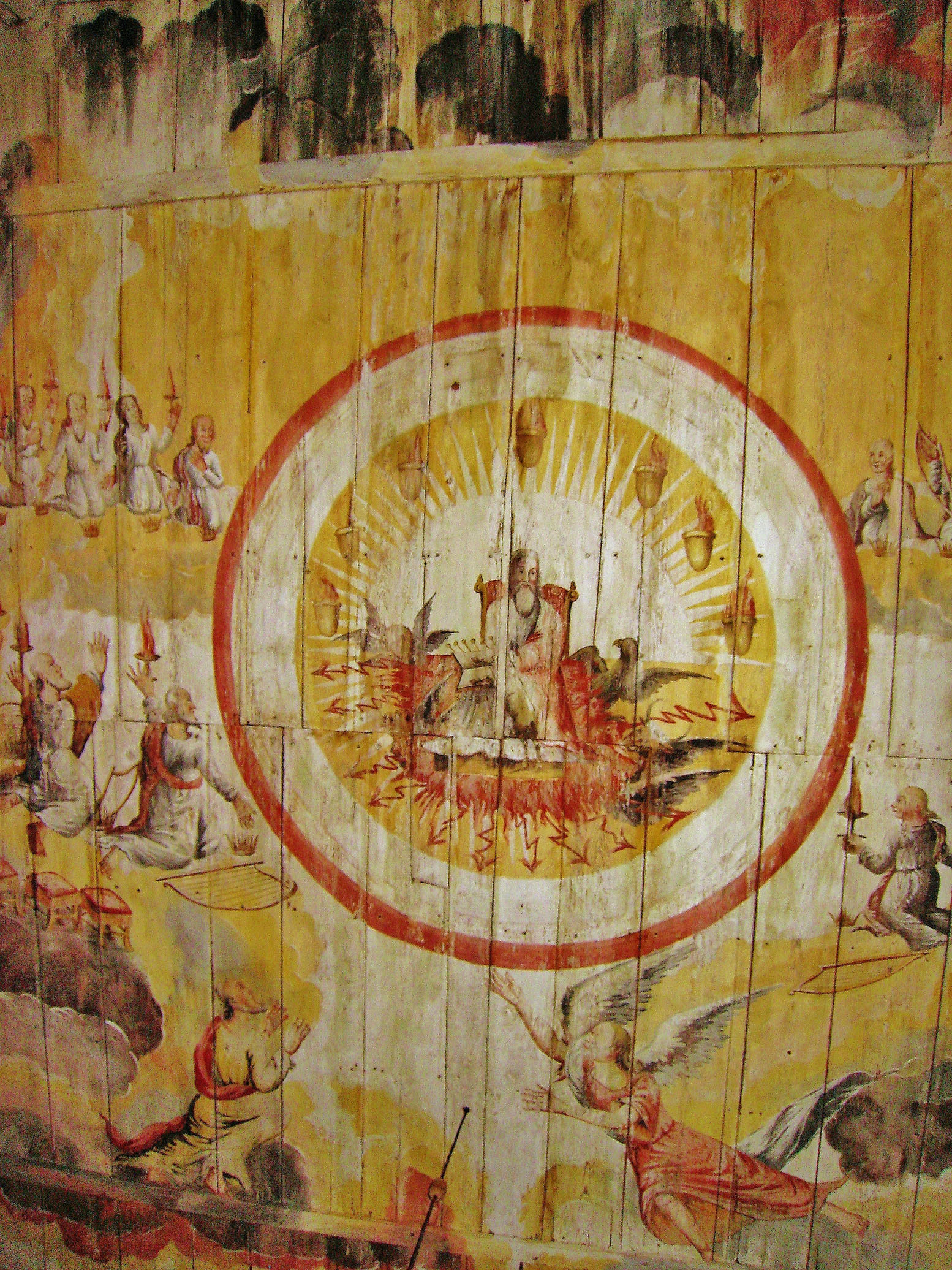
Zschotzschers målning i kyrkorummets tak
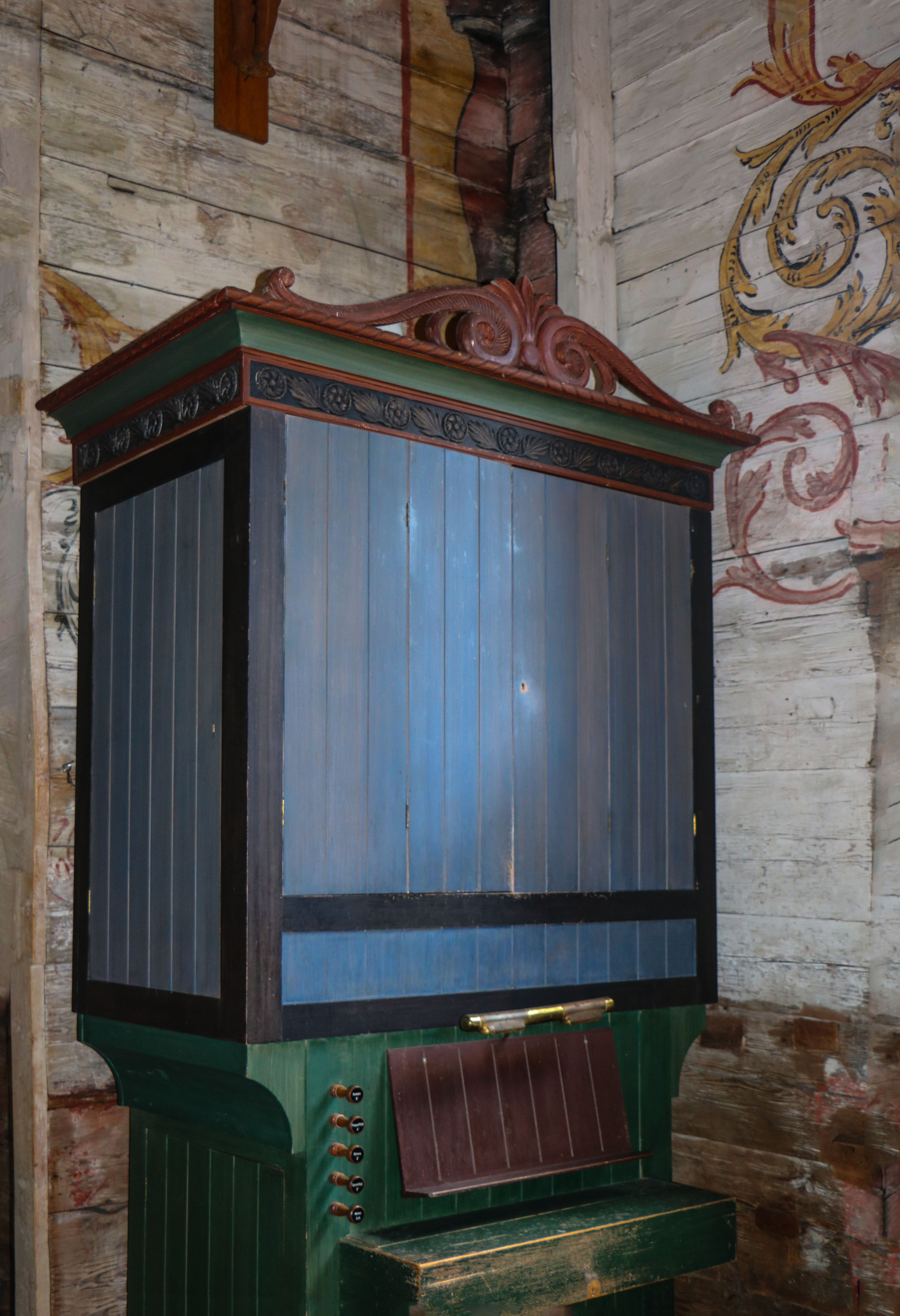
Orgeln
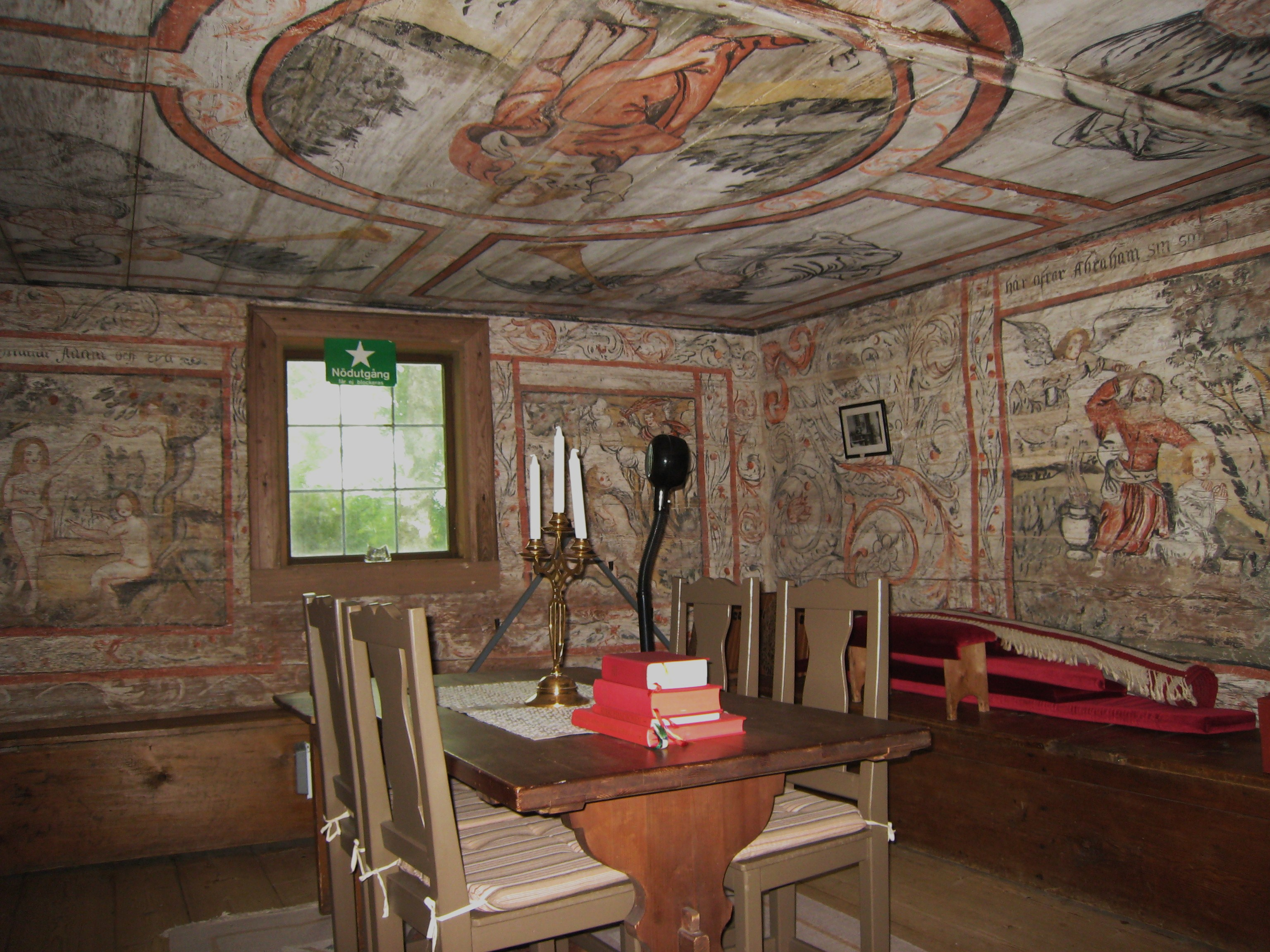
Sakristian
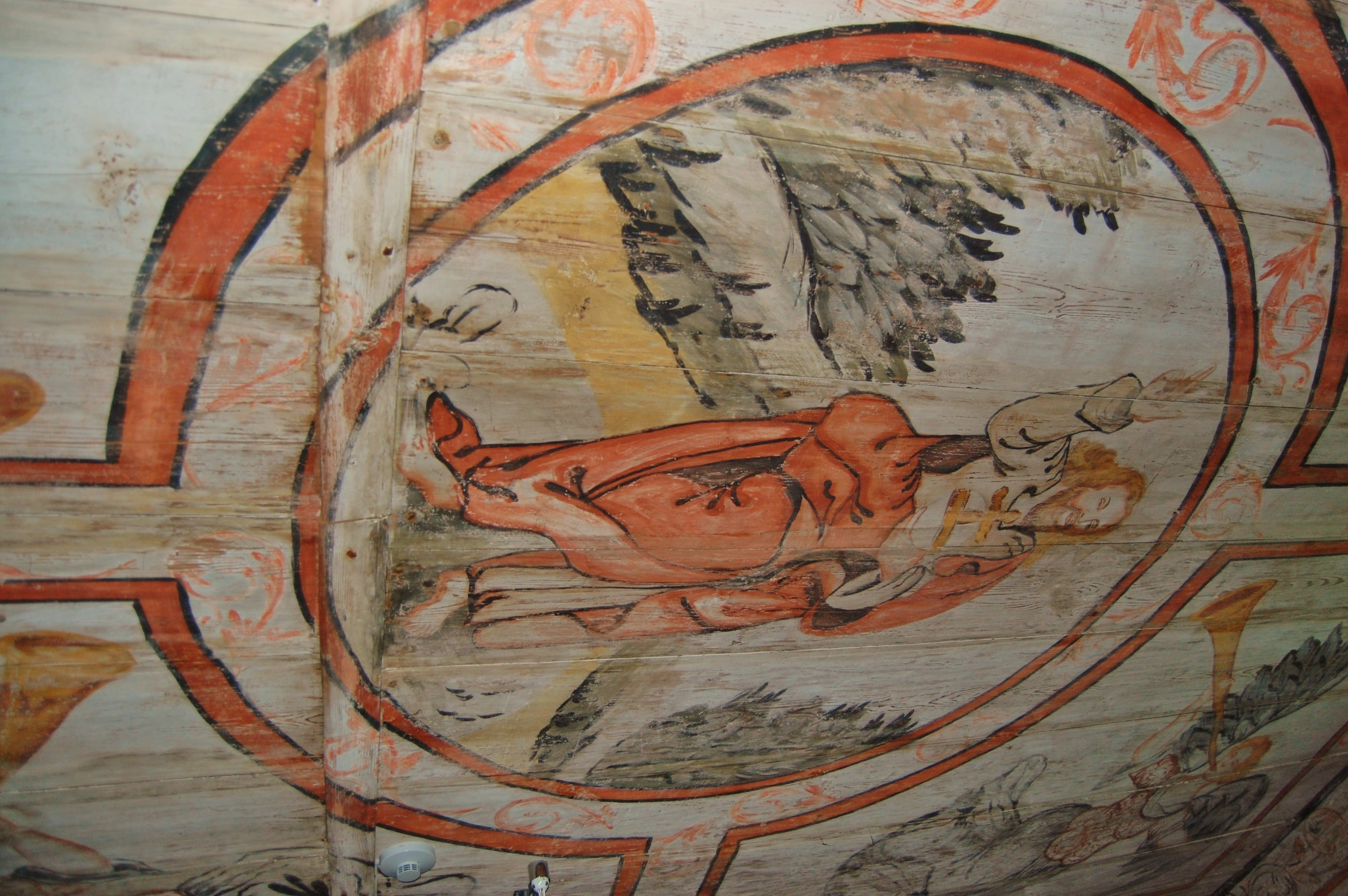
Kristus som Salvator mundi.Målning av Hans Brachwagen i sakristians tak
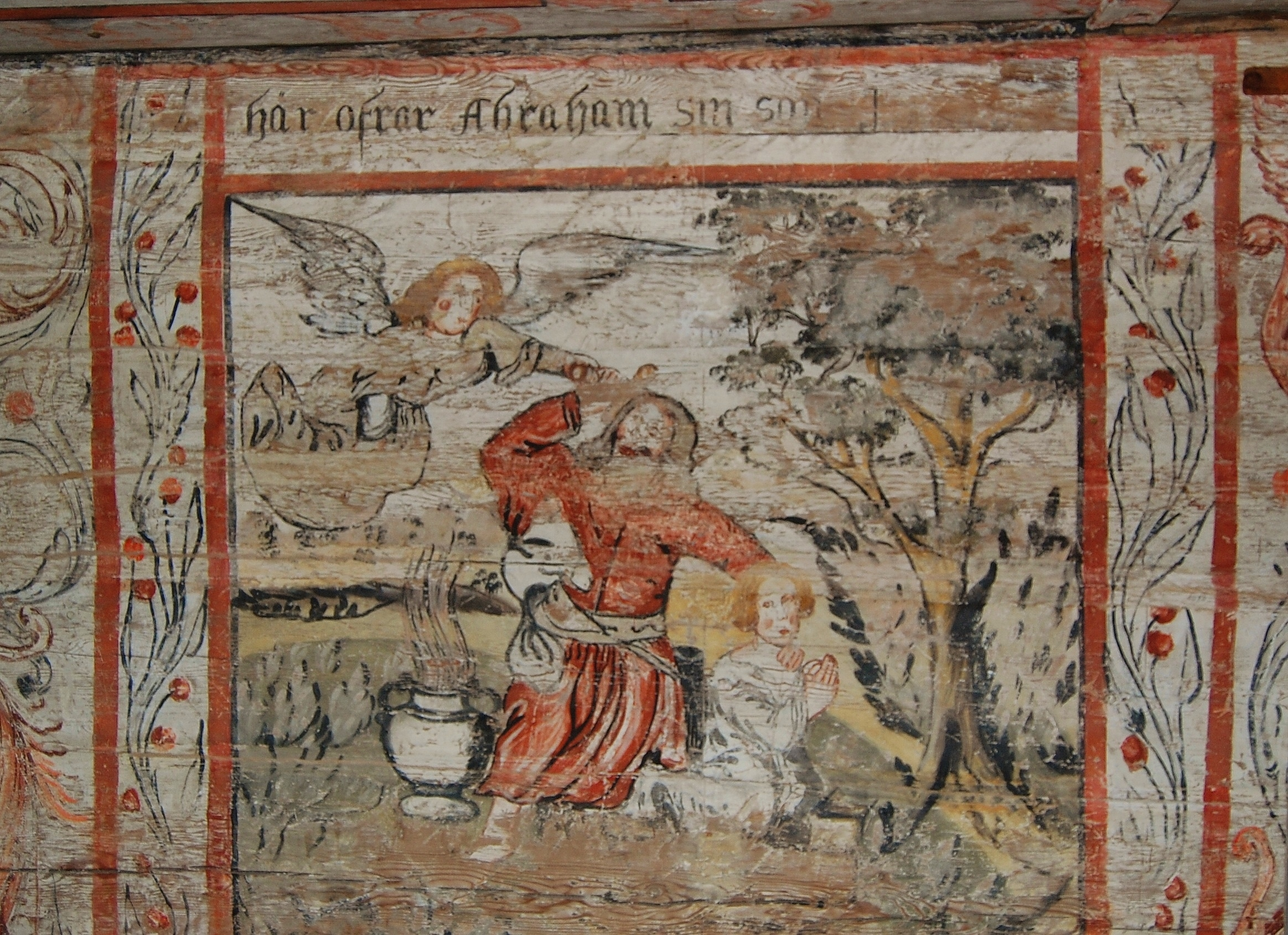
Målning i sakristian från 1600-talet:"Abrahams offer".
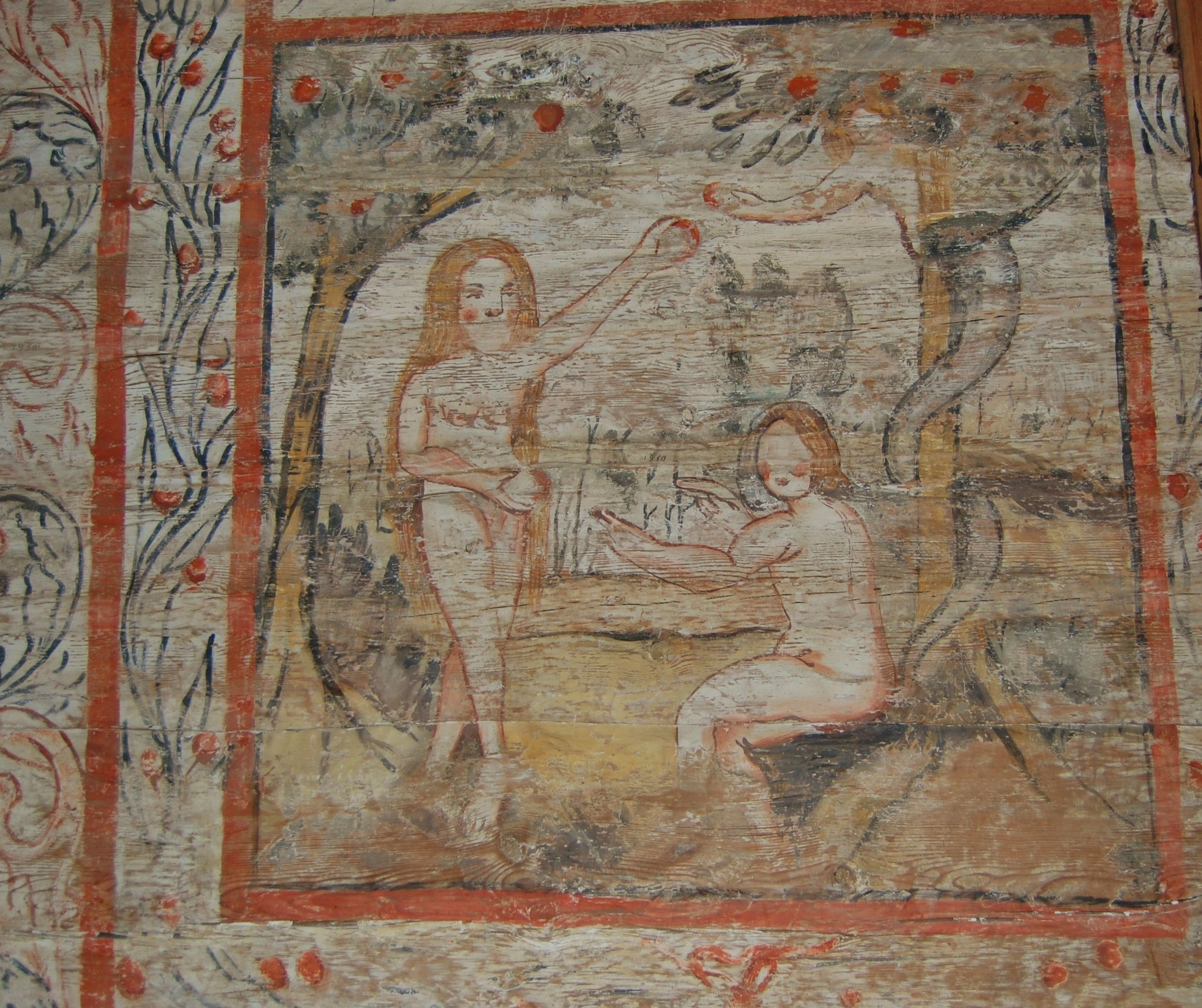
Syndafallet
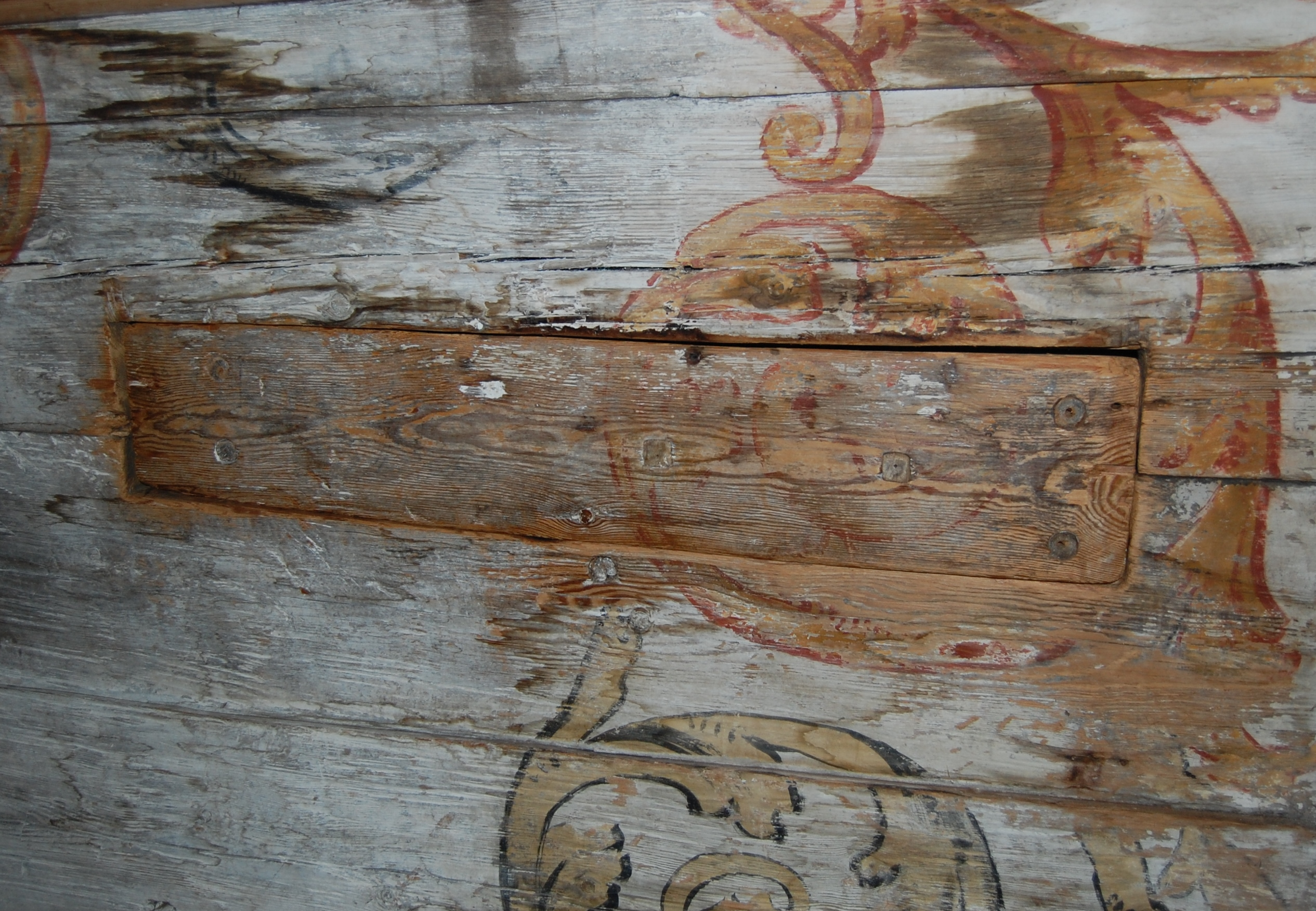
Hagioskop i södra korväggen
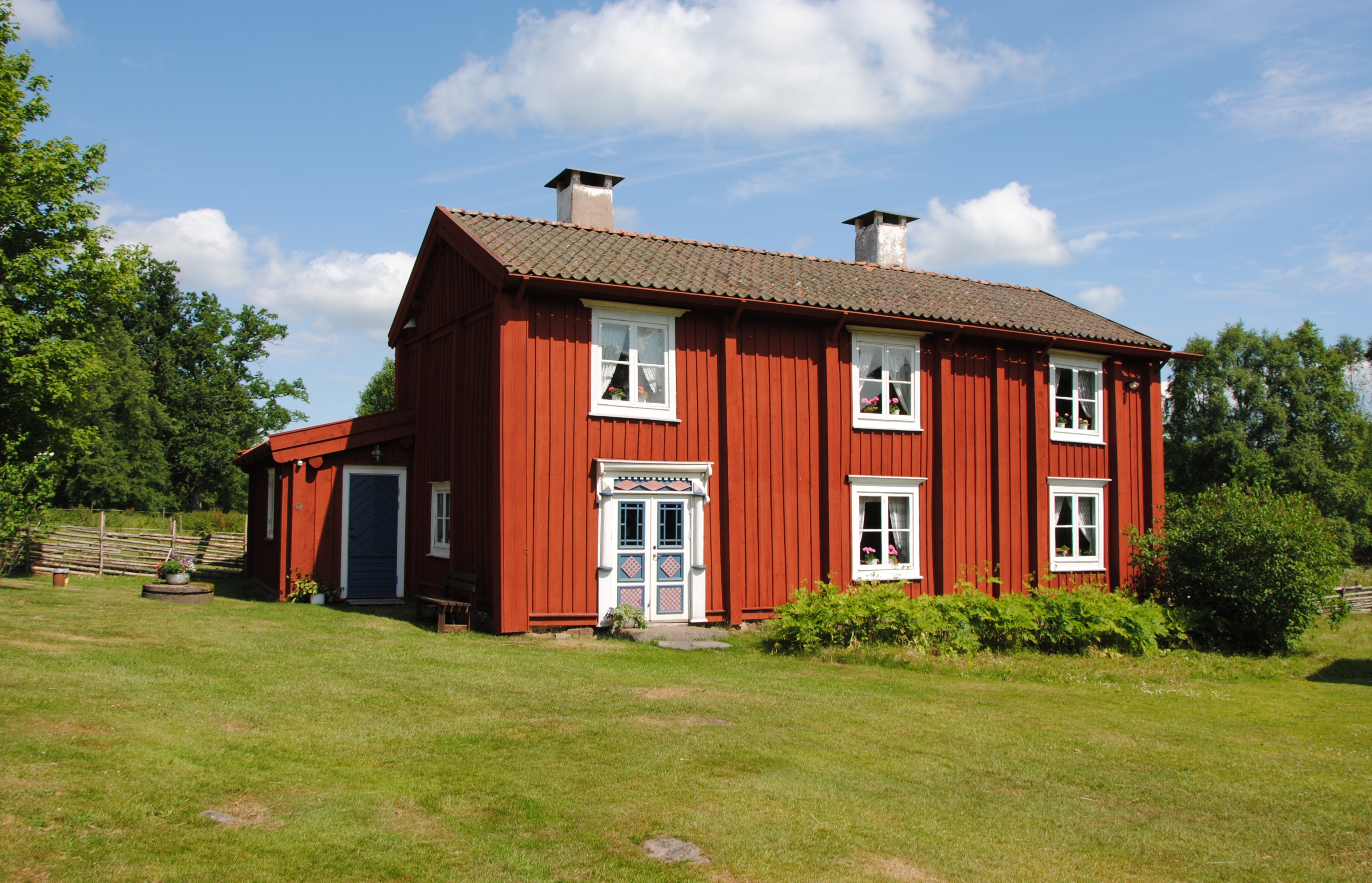
F d Kaplansgården